# 護病比
護病比（nurse–patient ratios）是指醫院中護理人員和照顧病人的比例，也就是平均每個護理人員照顧病人的數量。若以醫院全日的平均護病比，其計算方式為：
醫院床位數 × 佔床率 × 3 ÷ 每日三班護理人員上班的總人數。
其中護理人員數包含護理長及護理人員，不含專科護理師及實習護士。
護病比可反映醫院的護理人員人力是否足夠，也和病人的恢復情形有關。護病比越高，表示每位護理人員需照顧病人越多，也會造成病人死亡率的上昇。
歐洲提出最佳的護病比為1:6。

## 各國情形

### 中華民國
中華民國前總統馬英九曾提出在他2016年卸任前，護病比要達成1：7的目標，中華民國在2015年醫院評鑑的基準是全日平均護病比為1:9（醫學中心）、1:12（區域醫院）及1:15（地區醫院），而2013年的平均護病比為1:13，是世界排名第一。
衛生福利部在2024年調整護病比，醫學中心白班，小夜和大夜的護病比標準分別為1:6, 1:9和1:11，區域醫院白班，小夜和大夜的護病比分別為1:7, 1:11和1:13，地區醫院則分別是1:10, 1:13和1:15。